# Măgura (Teleorman)
Măgura is een Roemeense gemeente in het district Teleorman.
Măgura telt 2981 inwoners.